# Edmundas Vaitekūnas
Edmundas Vaitekūnas (* 3. Juli 1949 in Šiauliai) ist ein litauischer Pädagoge, Musiker und Anwalt. Seit 2013 ist er Vorsitzender der Kommission für Radio und Fernsehen Litauens (LRTK).
Vaitekūnas gehört zu den 89 Personen aus der Europäischen Union, gegen die Russland – wie Ende Mai 2015 bekannt wurde – ein Einreiseverbot verhängt hat.